# لیبرترینیسم در ایالات متحده آمریکا

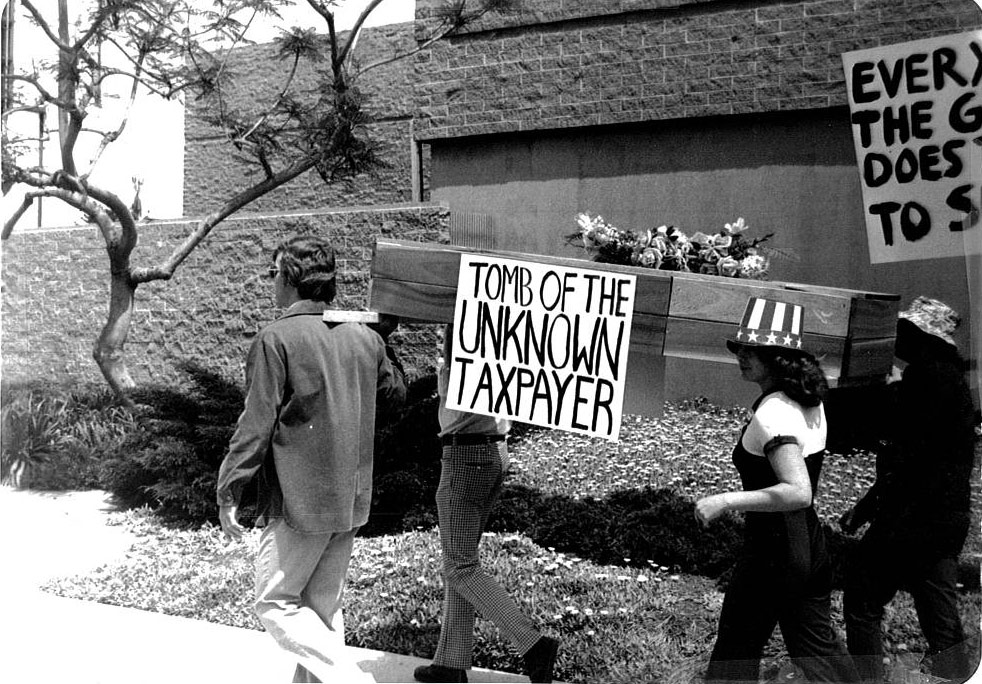
جنبش های آزادی

لیبرترینیسم در ایالات متحده آمریکا (به انگلیسی: Libertarianism in the United States) فلسفه‌یی سیاسی و جنبشی است مروج آزادی فردی و حکومت کمینه. اگرچه واژه «لیبرترین» همچنان به‌طور گسترده در اشاره به سوسیالیست‌های پاد-دولت در سطح بین‌المللی به کار می‌رود، معنای آن در ایالات متحده نسبت به خاستگاه سیاسی ش تغییر کرده‌است. بنا بر فرهنگ سیاسی ایالات متحد و معنای محافظه‌کاری و لیبرالیسم در آن جا، لیبرترینیسم را محافظه‌کاری در مسائل اقتصادی(لیبرالیسم اقتصادی) و لیبرال در زمینه آزادی فردی تعریف کرده اند، که در سیاست خارجی هم با پرهیز از دخالت پیوسته است. در کل لیبرترینیسمی، که فارغ از احیای لیبرالیسم سنتی در ایالات متحد پس از درآمیختن ش با طرح نو روزولت، در میانه سده بیستم میلادی در امریکا گسترده شد، چهار سنت اصلی داشت. این لیبرترینیسم در دهه ۱۹۵۰ میلادی با کارهای پاد-طرح نو موری راثبارد، نویسنده آنارکو-کاپیتالیسم، رشد کرد، که بر لیبرترینیسم سده نوزدهم میلادی و میراث آنارشیست‌های فردگرای امریکایی چون بنجامین تاکر و لایسندر اسپونر در جریان طرف‌داری از مکتب اتریشی و نگره ذهنی ارزش و در مخالفت با نگره ارزش کار استوار بود. 
بزرگ‌ترین جریان‌های لیبرترین حاضر عبارت اند از لیبرترینیسم راست و محافظه‌کاری لیبرترین و در حزب دمکرات جریان نیولیبرترینیسم.